# Dicranum bipartitum
Dicranum bipartitum là một loài rêu trong họ Dicranaceae. Loài này được Dicks. ex With. G. Roth ex Brid. mô tả khoa học đầu tiên năm 1803.